# Смит, Уильям (боксёр)
Уильям Александр Смит (англ. William Alexander Smith; 4 июля 1904 — 20 декабря 1955) — южноафриканский профессиональный боксёр в легчайшем весе, который выступал в 1920—1930-х годах. Был чемпионом мира в период между 1924 и 1928 годами после того, как выиграл золотую медаль на летних Олимпийских играх 1924 года.

## Биография
Спортивная карьера Смита началась в приюте Сент-Джордж в Йоханнесбурге, куда его вместе с братом отправила их мать после того, как отец погиб при взрыве мины.
Этот детский дом, чтобы давать детям-сиротам уроки бокса, дважды в неделю посещал первый чемпион Южной Африки в легчайшем весе Джордж Харрис.
Смит, которому в то время было 12 лет, был одним из его учеников.
В 1920 году тренер Джонни Уотсон отправился в Сент-Джордж, чтобы посмотреть местный турнир по боксу. Он был поражен упорством Смита и дал ему несколько советов. Это стало началом пожизненного партнерства. Под его руководством Смит провёл бои по всей Южной Африке и выиграл 32 любительских поединка за год.
В отборочном турнире на Олимпийские игры 1924 года Смит вышел против Гарри Тирелла. Смит выиграл и отправился представлять ЮАС в Париже, вместе с Роем Инграмом, Эрни Юстасом и Диком Беланом. Выиграв соревнования в легчайшем весе, Смит стал самым молодым олимпийским чемпионом по боксу.
В качестве профессионального боксёра он дебютировал 25 июня 1925 года против южноафриканца Скотти Фрейзера, с которым бился восемь раундом вничью. В ответном бою 26 сентября, он победил Фрейзера, дисквалифицированного в 13-м раунде. Смит выиграл 11 следующих боёв и сошёлся с англичанином Тедди Балдоком в октябре 1927 года. Его победа привела в восторг его соотечественников, а видеозапись поединка, показывавшаяся в кинотеатрах через несколько недель, получила огромную популярность.
Однако поездка в США и бой с Домиником Петроне принесли ему первое поражение. После него Смит вернулся на ринг только спустя пять месяцев.
В начале 1929 года он отправился в Австралию, где побил Арчи Коуэна в своем первом бою, но проиграл в двух боях против более тяжелого Фиделя Ла Барба и был нокаутирован в полусреднем весе Джеком Робертсом.
По возвращении Смит победил Дольфа дю Плесси по очкам в течение 15 раундов. Поединок, состоявшийся 30 ноября 1929 года, был объявлен как бой за титул чемпиона ЮАС в полулегком весе, но это никогда не подтверждалось.
Смит дважды претендовал на титул чемпиона Британской империи в легчайшем весе, но проиграл Дику Корбетту в 1930 году и Джонни Макгрори в декабре 1936 года. Бой с Макгрори завершил его карьеру боксёра со счётом 39 побед, 13 поражений и 3 ничьих.
После выхода на «пенсию» Смит несколько лет работал продавцом и коммивояжером. После второй мировой войны он стал одним из наиболее известных южноафриканских рефери. Смит умер от сердечного приступа в 1955 году, в возрасте 51 года.